# Сицилијански језик
Сицилијански језик је језик којим се говори на Сицилији, у већем делу Калабрије, у Базиликати и Кампанији (чилентански). Сматра се једним од најстаријих наследника вулгарног латинског језика.

## Етнологија
Сицилијански се развио под утицајем многих језика: старогрчког, грчког, арапског, лигурског, каталонског, шпанског и бројних романских језика, што је утицало на развој хибридног сикулоарапског језика, из којег се касније развио малтешки језик.
Пошто је ово засебан језик, има своје дијалекте, и то су:
- Централни метафонетски (говори се у деловима округа Ена, Калтанисета, Месина, Палермо и Агриђенто)
- Југоисточни метафонетски (говори се у округу Сиракуза и Рагуза)
- Енски (у округу Ена)
- Источни неметафонетски (у округу Катанија и деловима округа Сиракузе)
- Месински (у округу Месина и околини Ређо Калабрије)
- Еолски (на Еолским острвима)
- Западни сицилијански (у округу Трапани и Агриђенто)
- Пантелеријски (на острву Пантелерија, Лампедуза и Линоза)
- Калабријски (у јужној и централној Калабрији, у градовима Вибо Валенција, Катанцаро и Кротоне)
- Јужни Апулијски (у покрајини Пуља/Апулија, познат као "салентински")
- Чилиндански (у Кампанији)